# Claus Bury

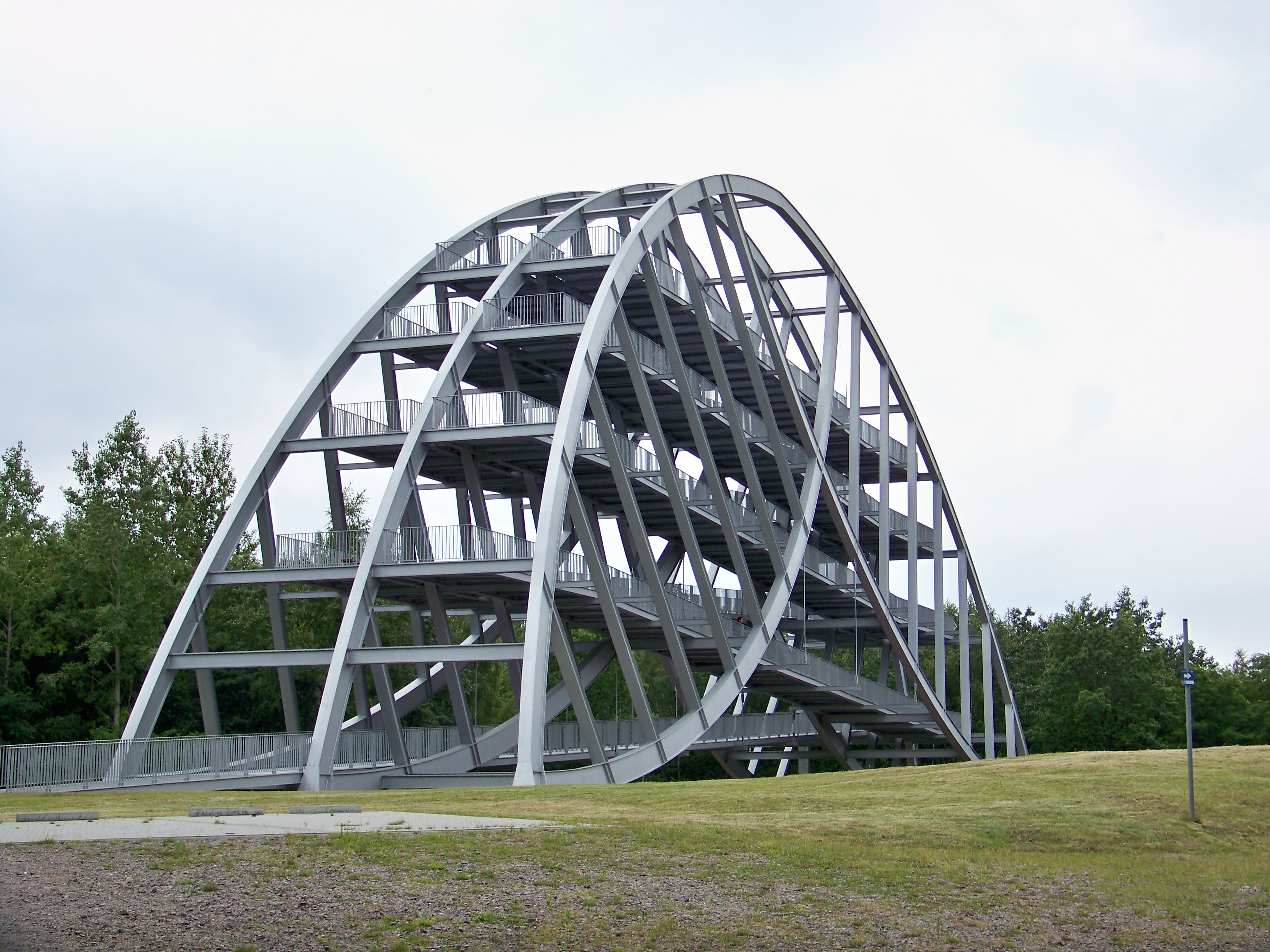
Bitterfelder Bogen (2006)

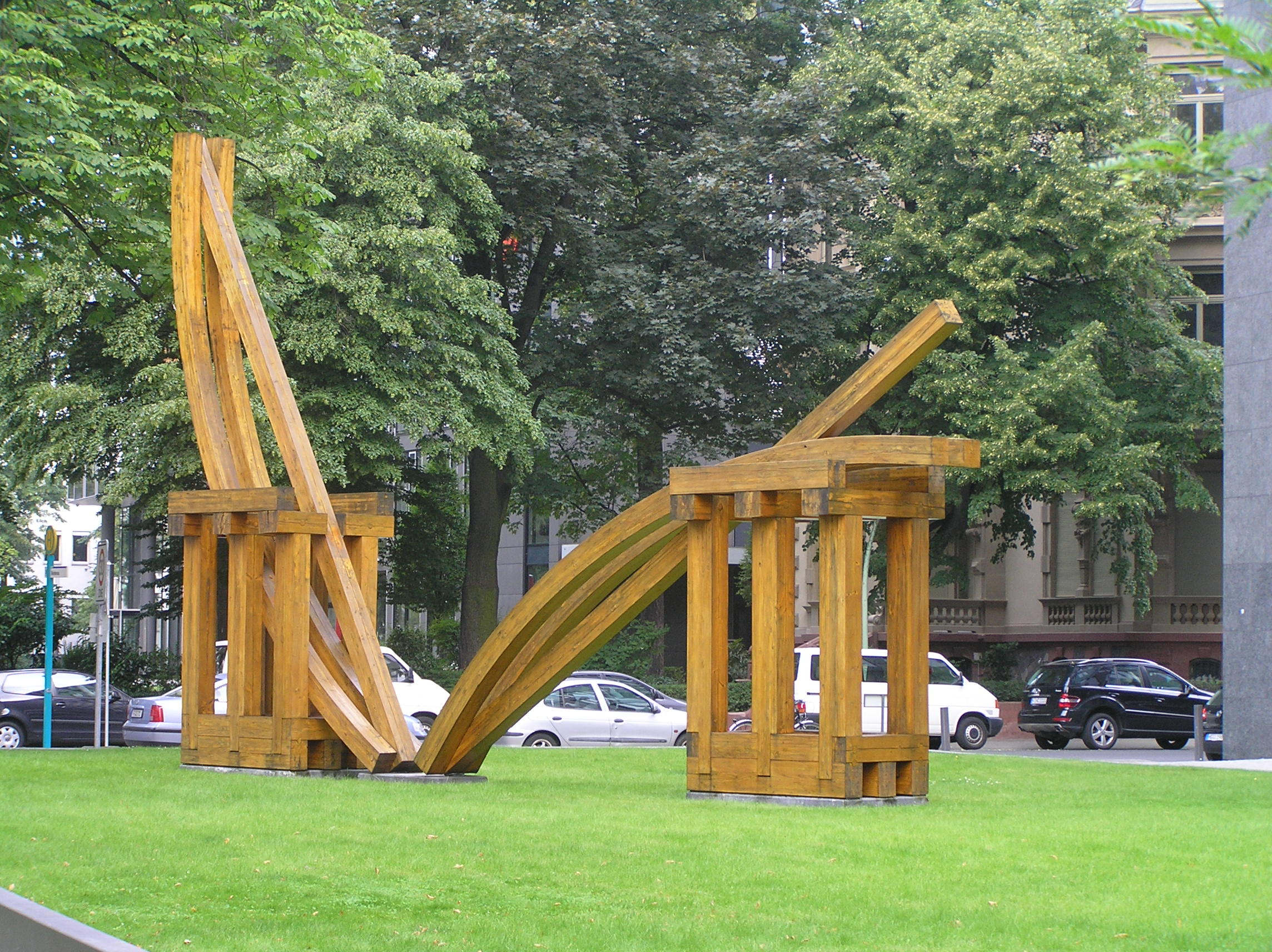
Spannungsbogen (2003)

Claus Bury (Meerholz-Gelnhausen, 1946) is een Duitse beeldhouwer.

## Leven en werk
Bury volgde van 1962 tot 1965 een opleiding tot goudsmid aan de Staatliche Zeichenakademie Hanau in Hanau. Aansluitend studeerde hij van 1965 tot 1969 aan de Fachhochschule für Gestaltung (thans de Hochschule Pforzheim) in Pforzheim. Van 1969 tot 1970 verbleef hij in Londen. In 1976 kreeg hij een beurs van het Bundesverband der Deutschen Industrie (BDI), in 1979 verbleef hij op uitnodiging van het Goethe-Institut in Australië. Van 1979 tot 1984 leefde Bury in Providence (Rhode Island) in de Verenigde Staten. Hij ontving in 1981 een beurs van de National Endowment for the Arts in Washington D.C..
In 1986 kreeg Bury de August-Seeling-Förderpreis (Lehmbruck-Museum) in Duisburg en in 1991 de Kunstförderpreis Stadtbildhauer der Stadt Hanau. In 1987 werd hij benoemd tot hoogleraar architectuur aan de Bergische Universität Wuppertal in Wuppertal. Bury was van 2003 tot 2011 hoogleraar beeldhouwkunst aan de Akademie der Bildenden Künste Nürnberg in Neurenberg.
Claus Bury is vooral bekend geworden door zijn grootschalige projecten, die het midden houden tussen beeldhouwkunst en architectuur. Het materiaal dat zijn voorkeur geniet is, vanwege de grote flexibiliteit, hout. Een van de opvallendste projecten in zijn oeuvre is de geheel in staal uitgevoerde Bitterfelder Bogen uit 2006. Daarnaast is Bury ook actief als sieraadontwerper.
De kunstenaar woont en werkt in Frankfurt am Main.

## Werken in de openbare ruimte (selectie)
- 1987/88 : Haus des Hasselbacher Reiters, Skulpturenpark Im Tal bij Hasselbach (Westerwald)
- 1989/2001 : Der Augenblick, Kunst-Landschaft in Neuenkirchen (Lüneburger Heide)
- 1990 : Engpass, Skulpturenpark Schloß Philippsruhe in Hanau
- 1994 : Stapelung, Gebouw EU-raad in Brussel
- 1995 : Baumdenkmal, Stadtpark in Schwerte
- 1996 : Erhöhte Abstufung, Gießener Kunstweg in Gießen
- 1996 : Wir sitzen alle in einem Boot, Kinziginsel in Gelnhausen
- 1996 : Zentrifugal-Horizontal, Wahnheide in Keulen
- 1997 : Pendulum, Mainzer Landstrasse in Frankfurt am Main
- 1998 : Radiale Schwingung, Hochschule in Speyer
- 2001 : Kreislauf, Universitätsklinik in Erlangen
- 2001 : Elastisch-Schwebend, Skulpturenpark Johannisberg in Wuppertal
- 2001/03 : Spannungsbogen, Bockenheimer Landstrasse in Frankfurt am Main
- 2002 : Vorburg, Schloß Achberg in Achberg
- 2002 : Im Gleichgewicht, HNO-Klinik in Tübingen
- 2004 : Im Goldenen Schnitt, Gutleutstrasse in Frankfurt am Main
- 2004/05 : Landungssteig Ladenburg in Ladenburg
- 2005 : Schaukelboote, Deutsche Bank in Frankfurt am Main
- 2006 : Bitterfelder Bogen in Bitterfeld-Wolfen[1]
- 2008 : In Line of History, Expo 2008, Zaragoza
- 2008 : Brug over de Amstelbach, verbindingsbrug over de Amstelbach tussen Kerkrade en Herzogenrath
- 2009 : Landungsbrücke, Neckarpark in Fellbach

## Werk in openbare collecties (selectie)
- Schmuckmuseum Pforzheim

## Tentoonstellingen (selectie)
- 2000 - Het versierde ego, het kunstjuweel in de 20ste eeuw, Koningin Fabiolazaal, Antwerpen

## Fotogalerij

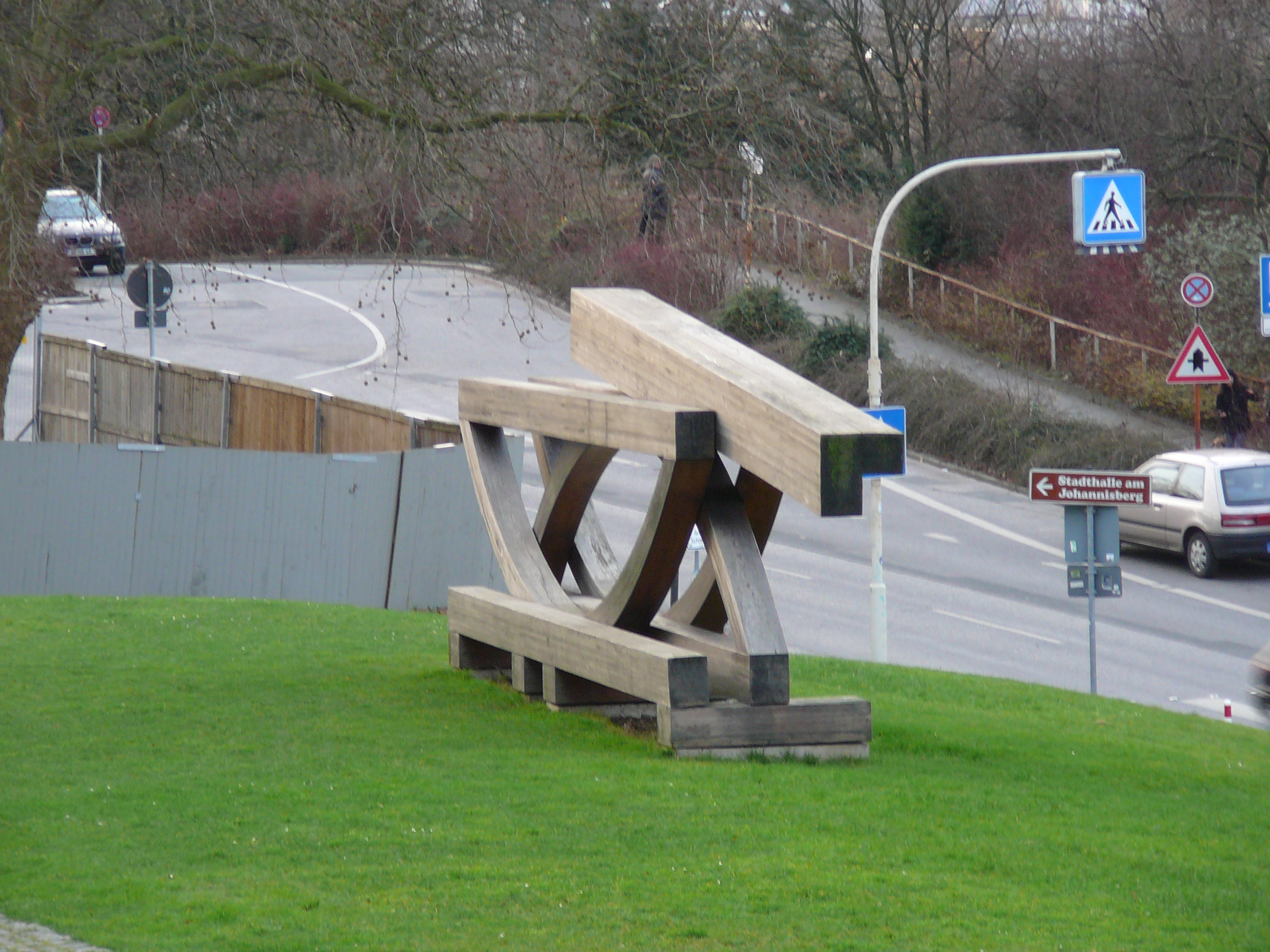
Elastisch-Schwebend in Wuppertal
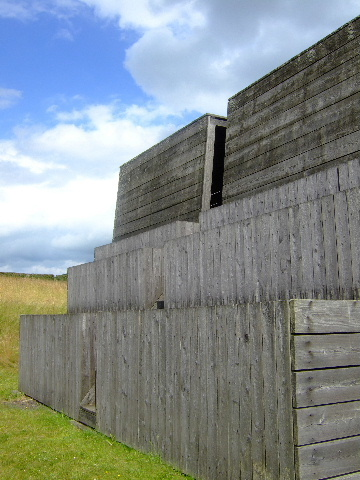
Haus des Hasselbacher Reiters (1987/88), Skulpturenpark Im Tal
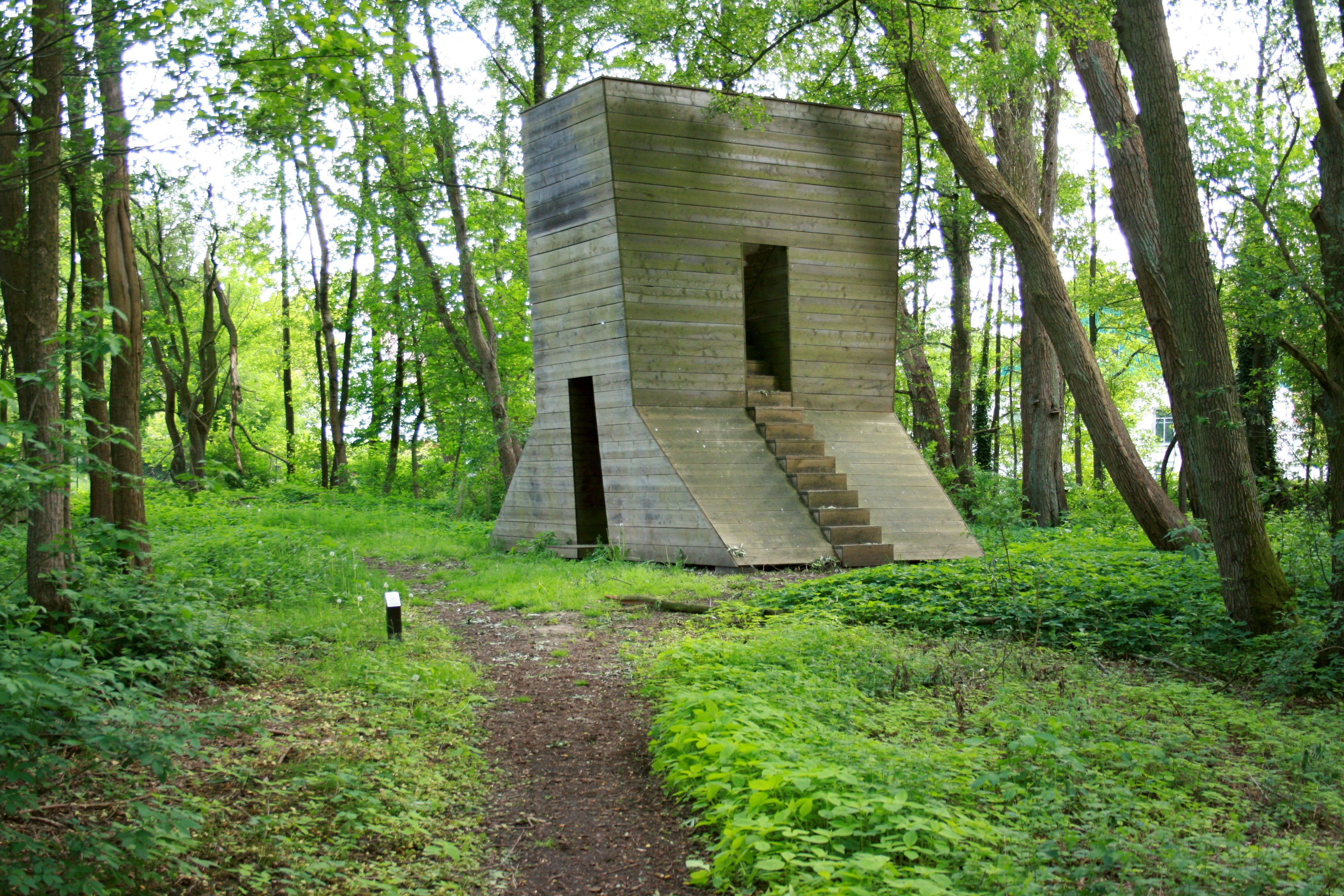
Der Augenblick in Neuenkirchen
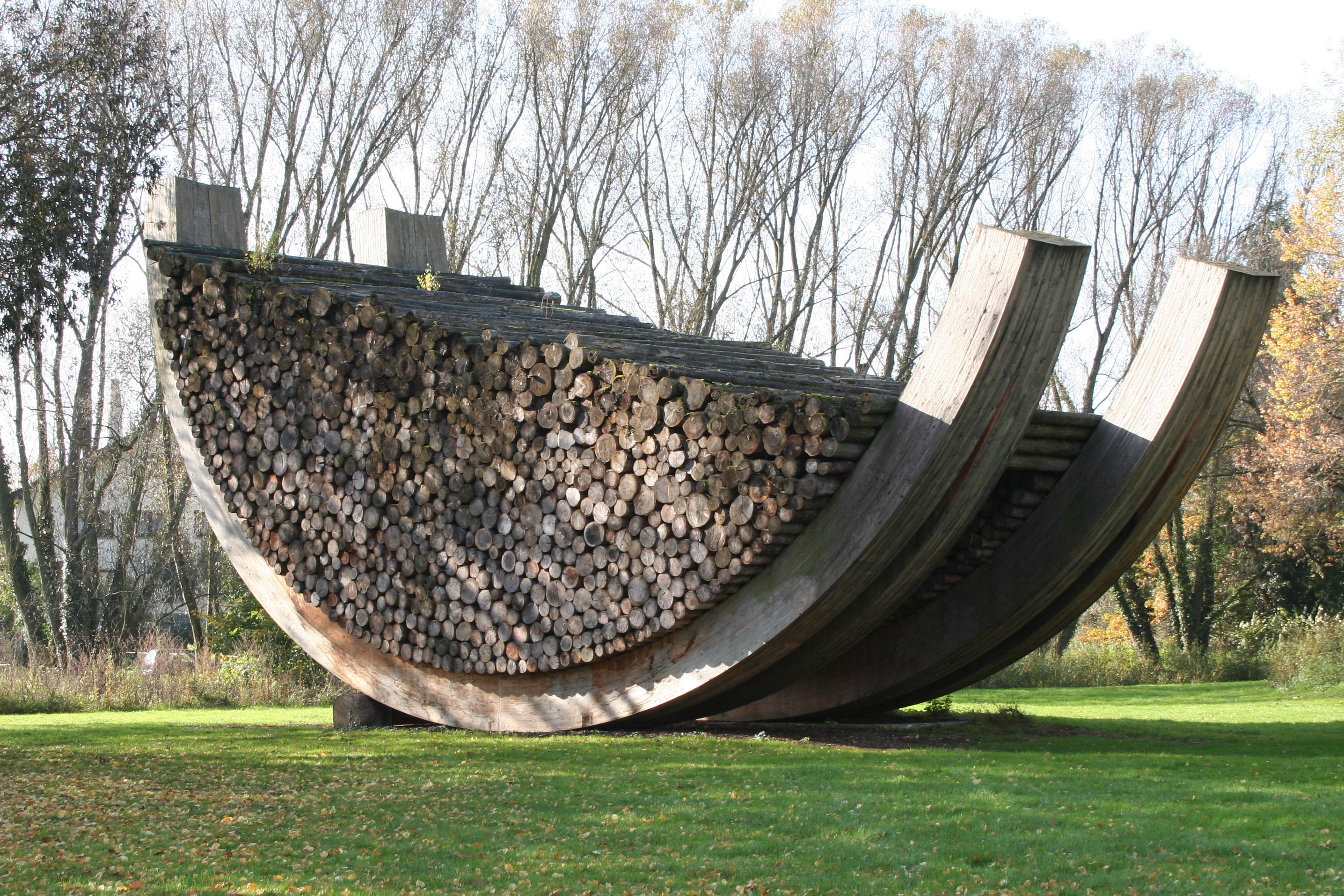
Wir sitzen alle in einem Boot (1996) in Gelnhausen
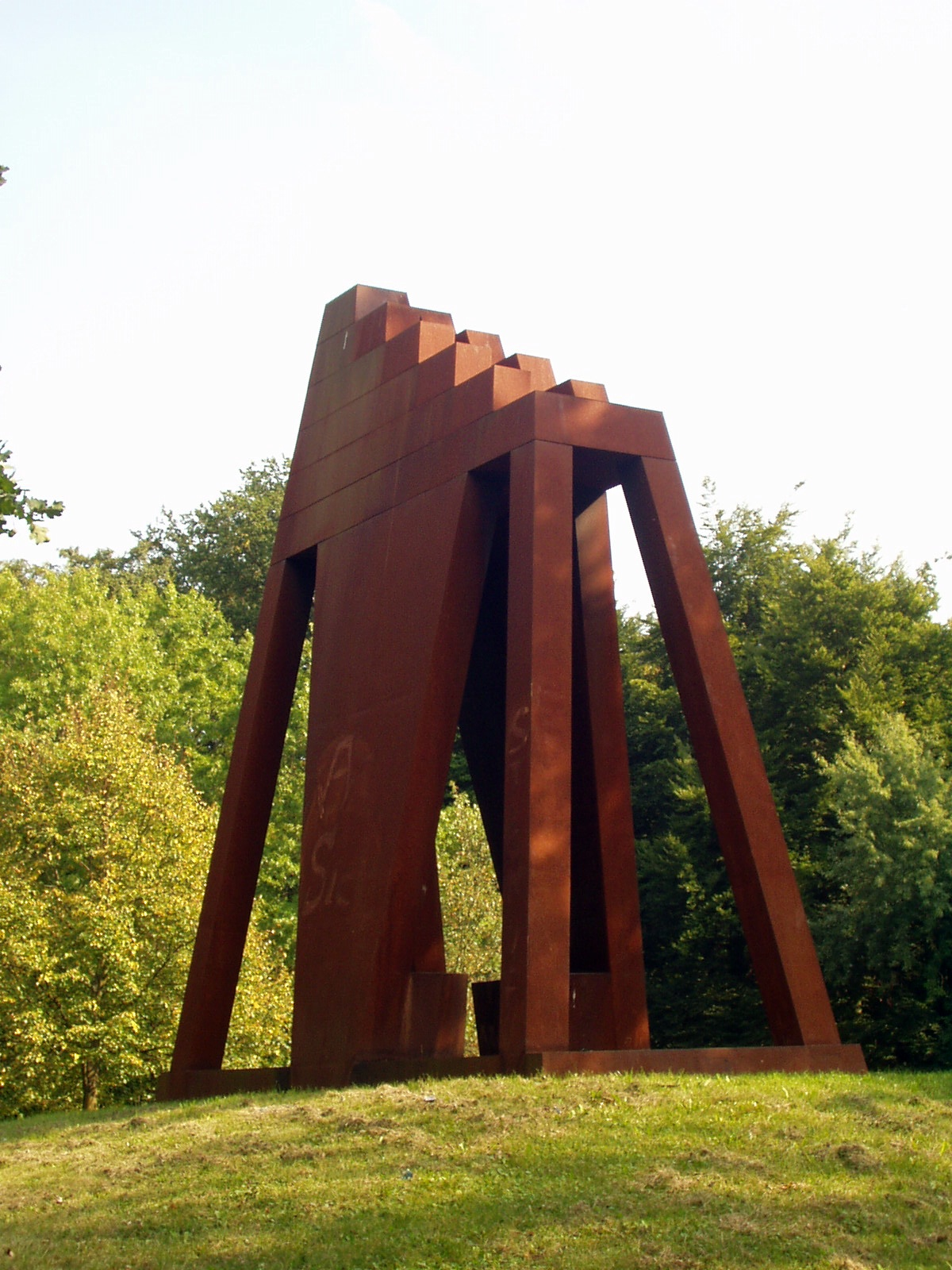
Erhöhte Abstufung in Gießen
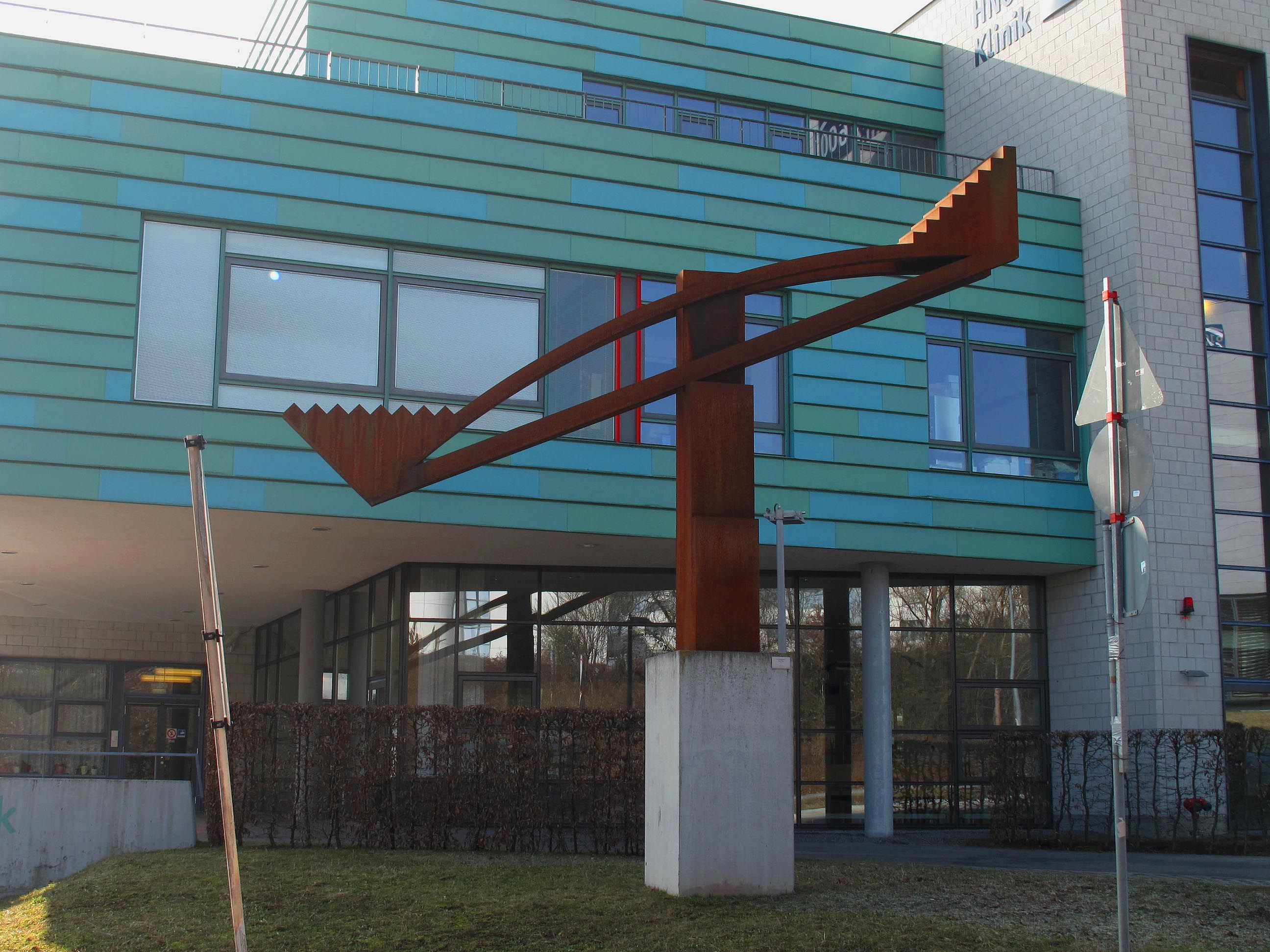
Im Gleichgewicht (2002) in Tübingen
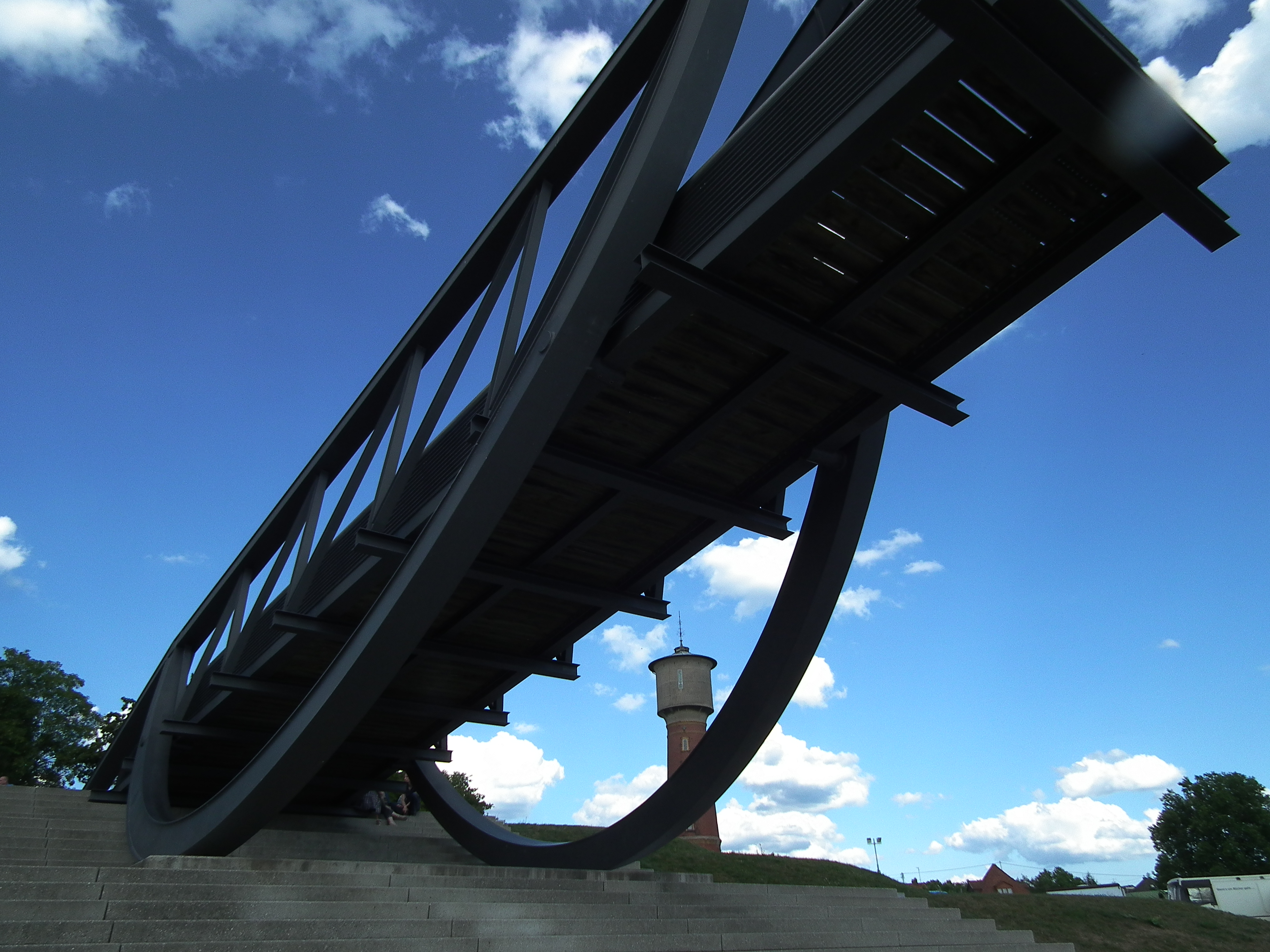
Landungssteig (2005), Ladenburg